# Belgische wetgevende verkiezingen 1864
Op dinsdag 11 augustus 1864 werden wetgevende verkiezingen gehouden in België: de Kamer van volksvertegenwoordigers werd volledig vernieuwd.
De verkiezingen, die normaal niet voorzien waren, werden uitgelokt door het koninklijk besluit van 16 juli 1864 ter ontbinding van de Kamer van volksvertegenwoordigers. Deze beslissing kwam er doordat de liberale meerderheid in de Kamer (en dus de parlementaire meerderheid voor de regering-Rogier II) in gevaar was en definitief verloren was met de dood van liberaal volksvertegenwoordiger Charles Cumont op 10 juli.
Vanwege het censuskiesrecht was slechts zo'n 2,1% van de bevolking stemgerechtigd.
De Liberale Partij bemachtigde opnieuw een meerderheid bij deze verkiezingen, met 64 zetels ten opzichte van 52 katholieke zetels. De liberalen wonnen drie zetels te Brugge, een zetel te Charleroi, twee zetels te Gent, een zetel te Namen en een zetel te Zinnik. De katholieken wonnen een zetel te Aalst, een zetel te Tongeren en een zetel te Borgworm.
Het nieuw verkozen parlement kwam op 23 augustus 1864 bijeen in buitengewone zitting.

## Verkozenen
- Kamer van volksvertegenwoordigers (samenstelling 1864-1868)